# Rudolf Doležal

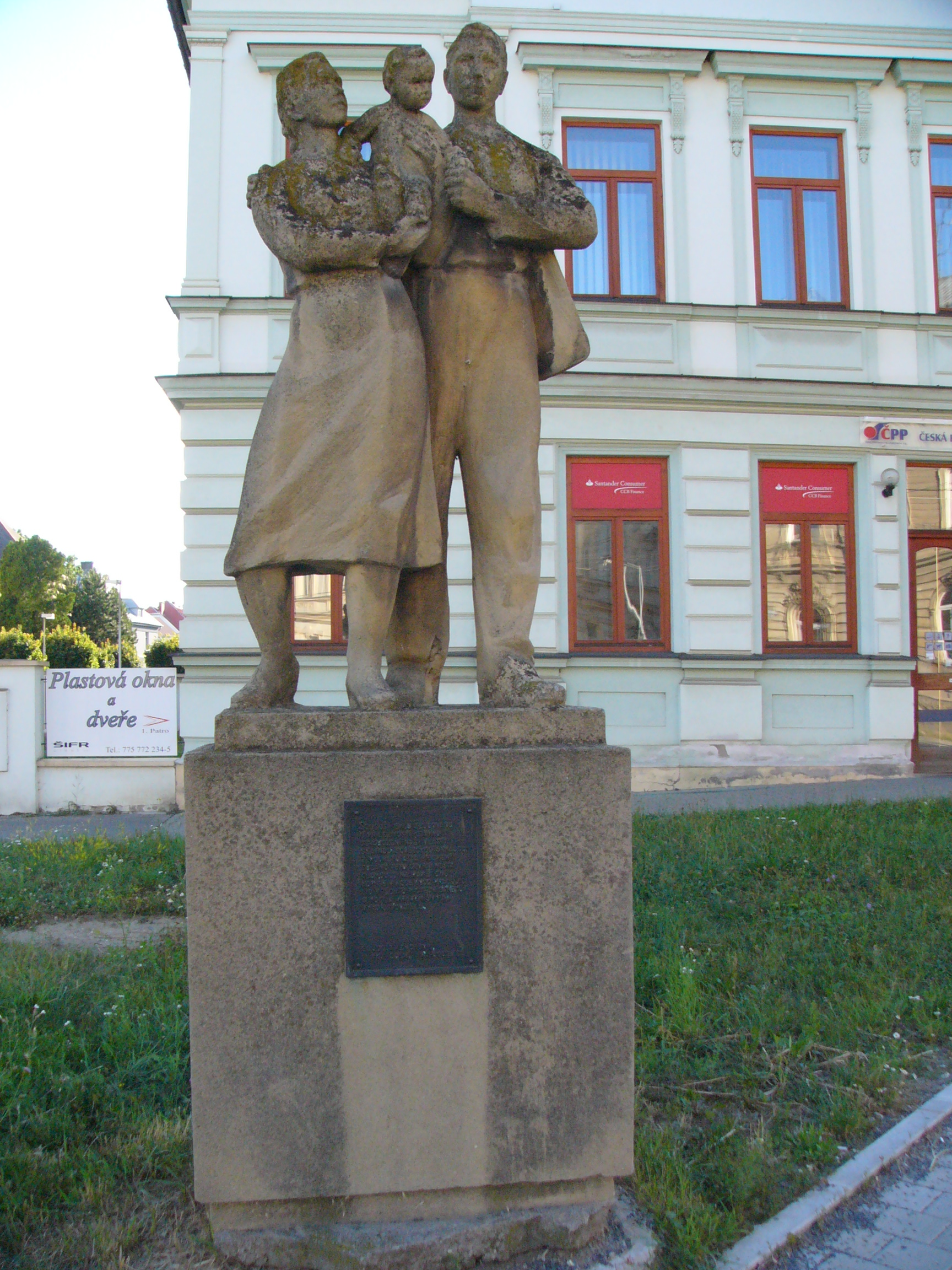
Sousoší Dělnická rodina na Litovelské ulici v Olomouci-Nové Ulici. Na cedulce je napsáno: „Sousoší bylo zbudováno u příležitosti 15. výročí osvobození naší vlasti slavnou sovětskou armádou, z podnětu a za přispění občanů této čtvrti města Olomouce na paměť dnů kdy se v roce 1932 pracující lid střetl s mocí a právem svých vykořisťovatelů. Sousoší zhotovil ak. soch. R. Doležel“. Demonstrující dělníci z Moravských železáren se však střetli s policií 25. února 1931.

Rudolf Doležal (19. července 1916 Horka nad Moravou – 6. září 2002 nebo 13. září 2002Olomouc) byl olomoucký sochař a medailér, autor mnoha pomníků a soch ve veřejném prostoru mnoha moravských měst a obcí.

## Život
Studoval v Praze na Uměleckoprůmyslové škole u profesora Karla Štipla. Svému otci – štukatérovi – pomáhal při restaurování mnoha olomouckých památek (mimo jiné kostela svatého Mořice), se sochařem Vojtěchem Hořínkem restauroval některé olomoucké kamenné portály a kašny. Jeho tvorba je negativně poznamenána zakázkami pro komunistický režim v duchu monumentálního socialistického realismu (1951, 1959, 1978).
Nejzajímavější se jeví jeho stylizovaná figurální tvorba z 60. let 20. století a především jeho tvorba medailérská.

## Dílo
- 1947: Pěvci Slezských písní (Pomník Petra Bezruče), Olomouc, Bezručovy sady – s Vojtěchem Hořínkem, Karlem Lenhartem, Járou Šolcem a architektem Františkem Novákem[1]
- 1947: socha truchlícího dělníka, Olomouc-Řepčín, nádvoří Moravských železáren, na památku obětí 2. světové války[1]
- 1950: Výhybkář, Olomouc, třída Svobody[1]
- 1951 – 1955: Pomník Lenina a Stalina, Olomouc - s Vojtěchem Hořínkem, odstraněno v roce 1990
- 1958: Múzy, letní kino v Olomouci
- 1959: Frývaldovská stávka (pomník), Dolní Lipová
- 1960: Dělnická rodina, Olomouc-Nová Ulice, Litovelská ulice, vyústění Mozartovy a Žilinské[1]
- 1961: Chlapec s holubicí, základní škola Horka nad Moravou
- 1966: Svářeč, Přerov
- 1967: Děti, Lipník nad Bečvou, sídliště
- 70. léta 20. století: Ječný klas, Olomouc-Nová Ulice, I. P. Pavlova
- 1972: Čtenářky, Vsetín, základní škola
- 1972: Ječný klas, Olomouc, I. P. Pavlova[4]
- 1974: Letec, Olomouc, třída Míru
- 1976: Novitas Olomucensis – hlavní cena květinových výstav Flora Olomouc
- 1977: Jarní píseň, Vsetín, sídliště Trávníky
- 1979: Pomník Klementa Gottwalda, Olomouc, odstraněno v roce 1990
- 1985: Haná, bronzová socha, Olomouc, ulice Dlouhá[4]

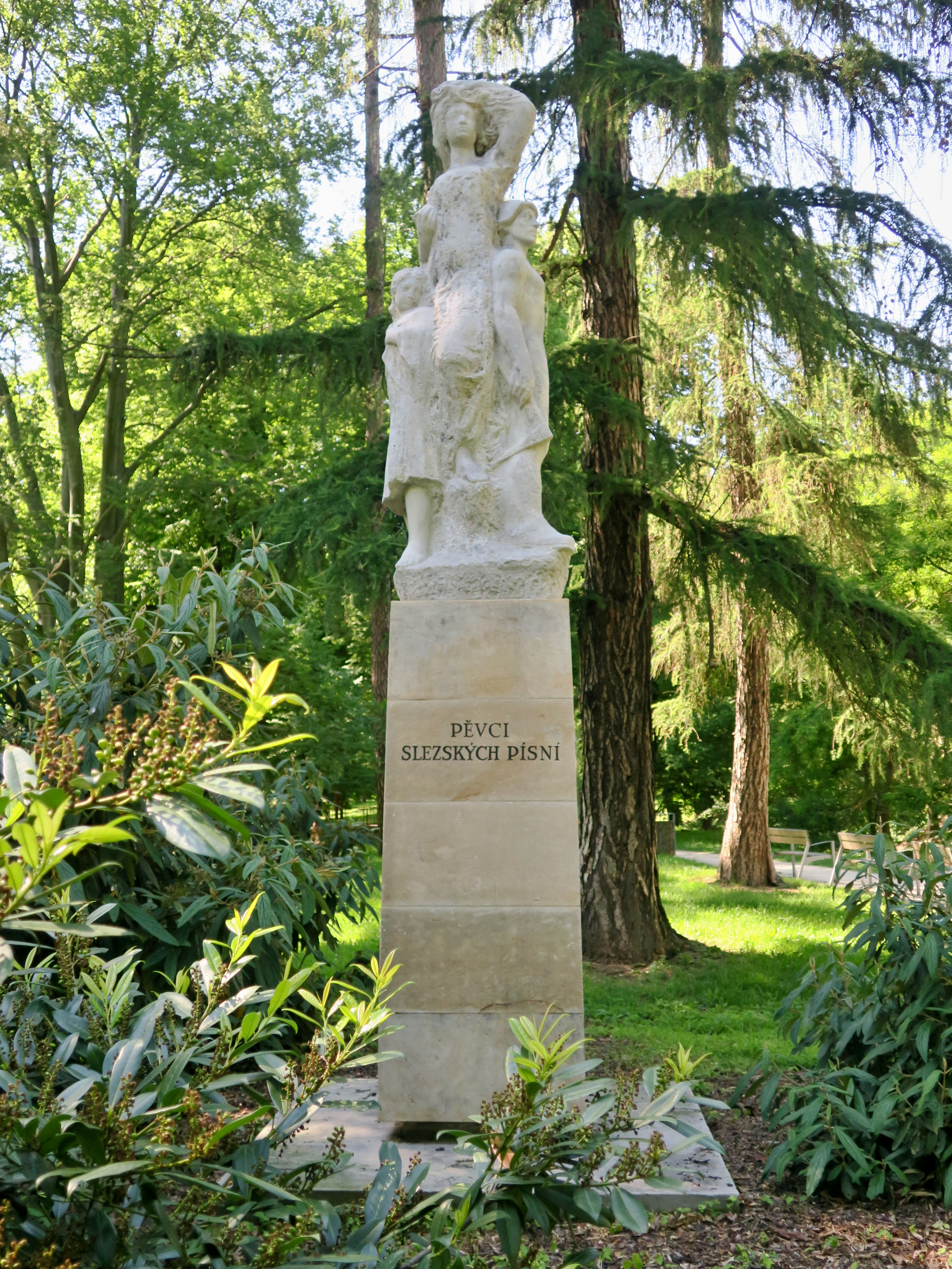
1947 Rudolf Doležal, Vojtěch Hořínek, Karel Lenhart: Pomník pěvci slezských písní v Bezručových sadech
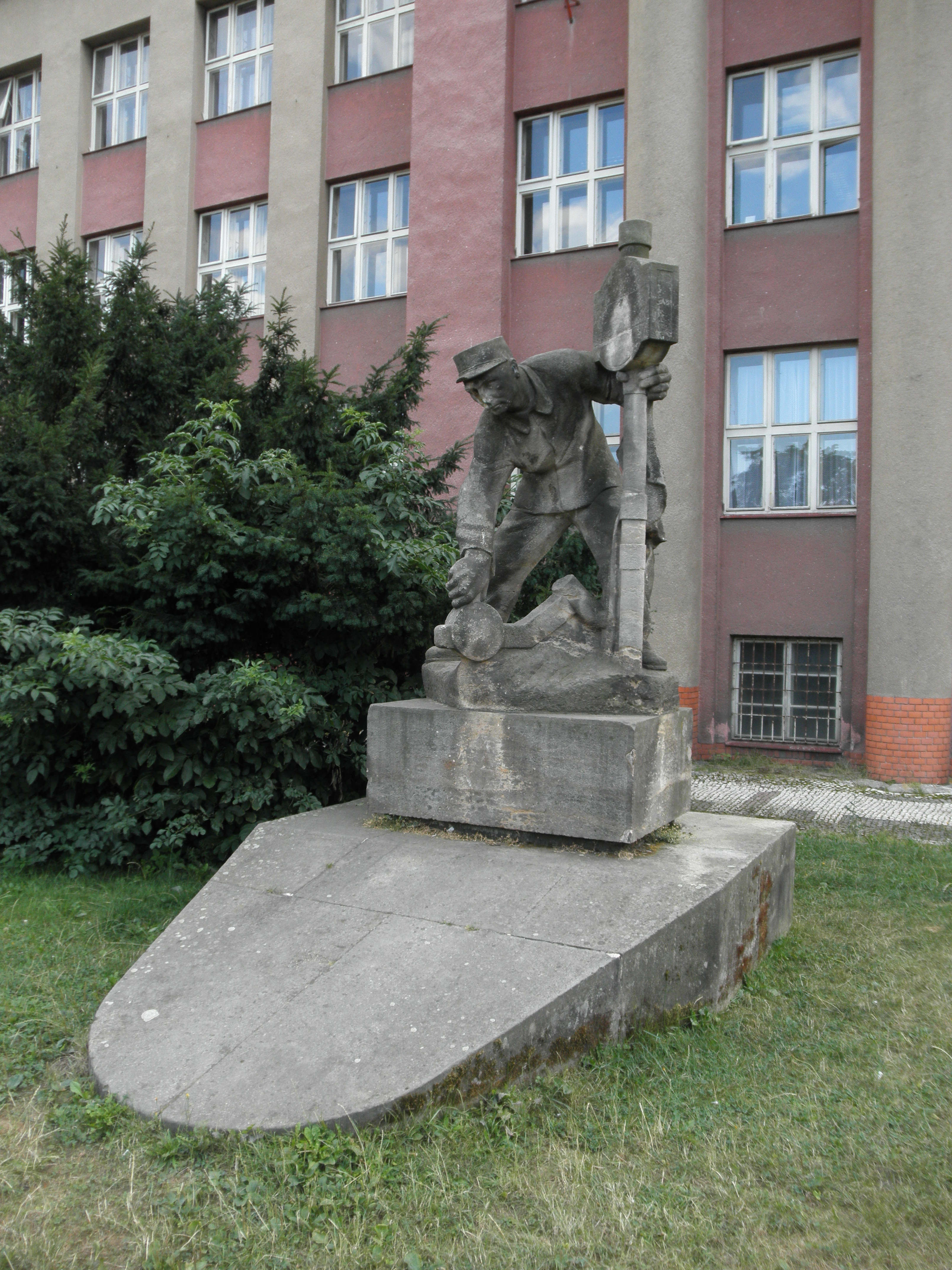
1950 Výhybkář
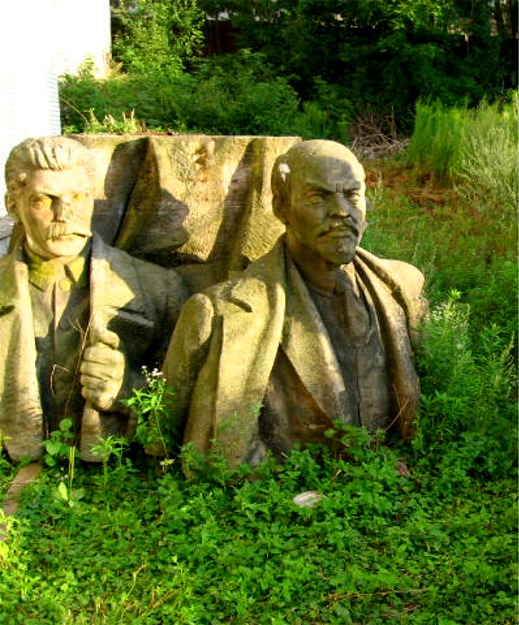
1951–1955 Rudolf Doležal, Vojtěch Hořínek: Pomník Stalina a Lenina (fragment)
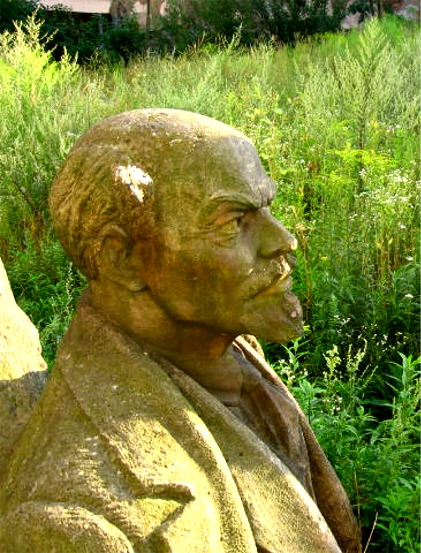
1951–1955 Rudolf Doležal, Vojtěch Hořínek: Pomník Stalina a Lenina (fragment)
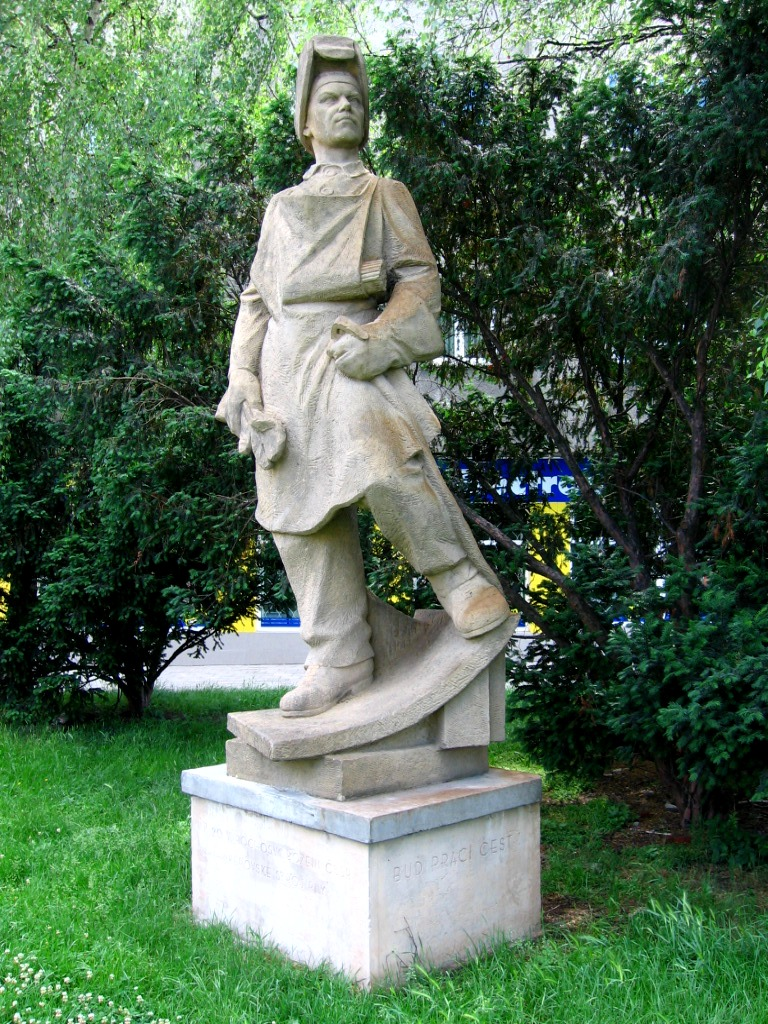
1966 Svářeč, pomník ke 20. výročí osvobození ČSSR v Přerově (kameník František Koutek)
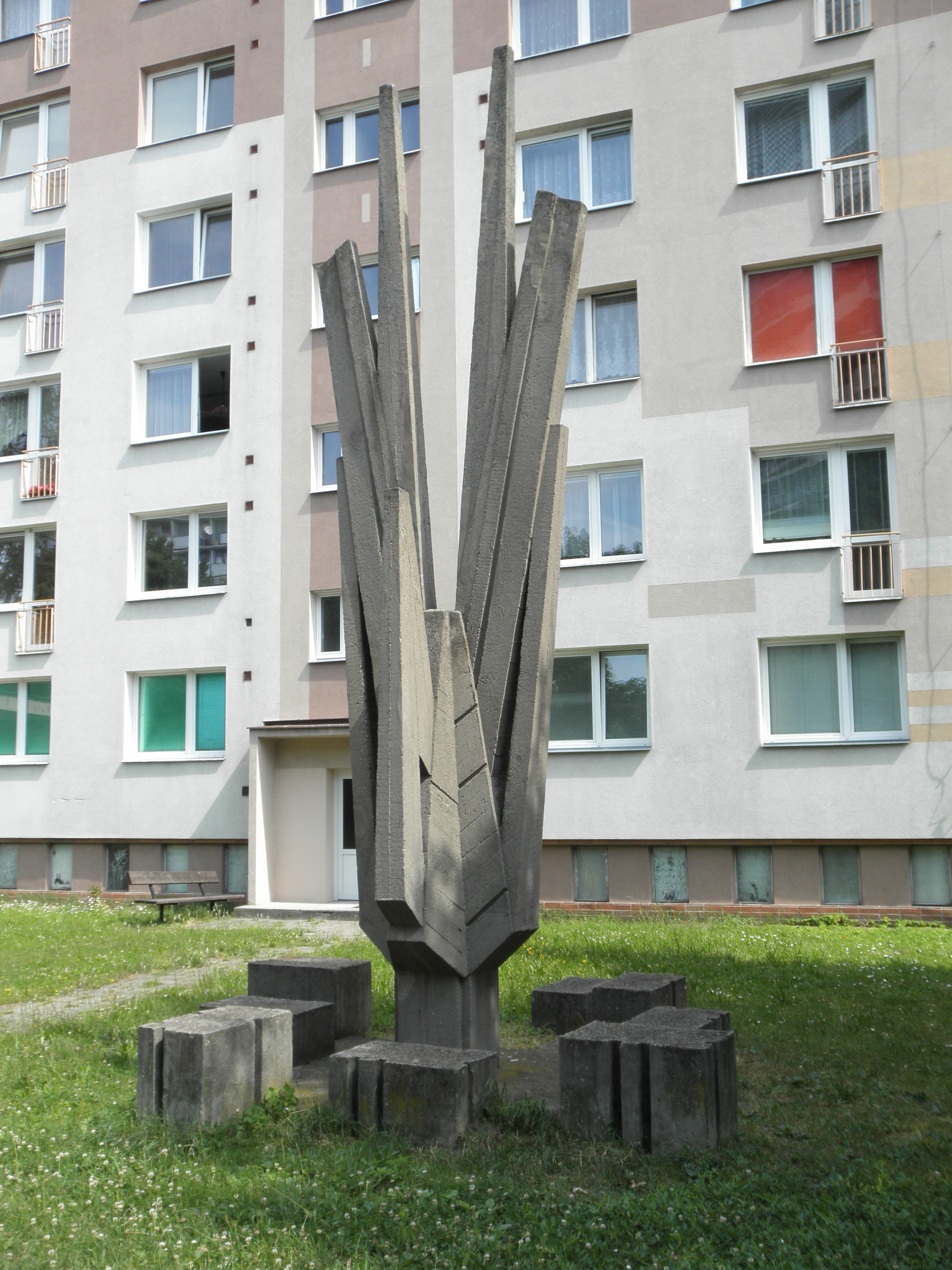
1972 Ječný klas
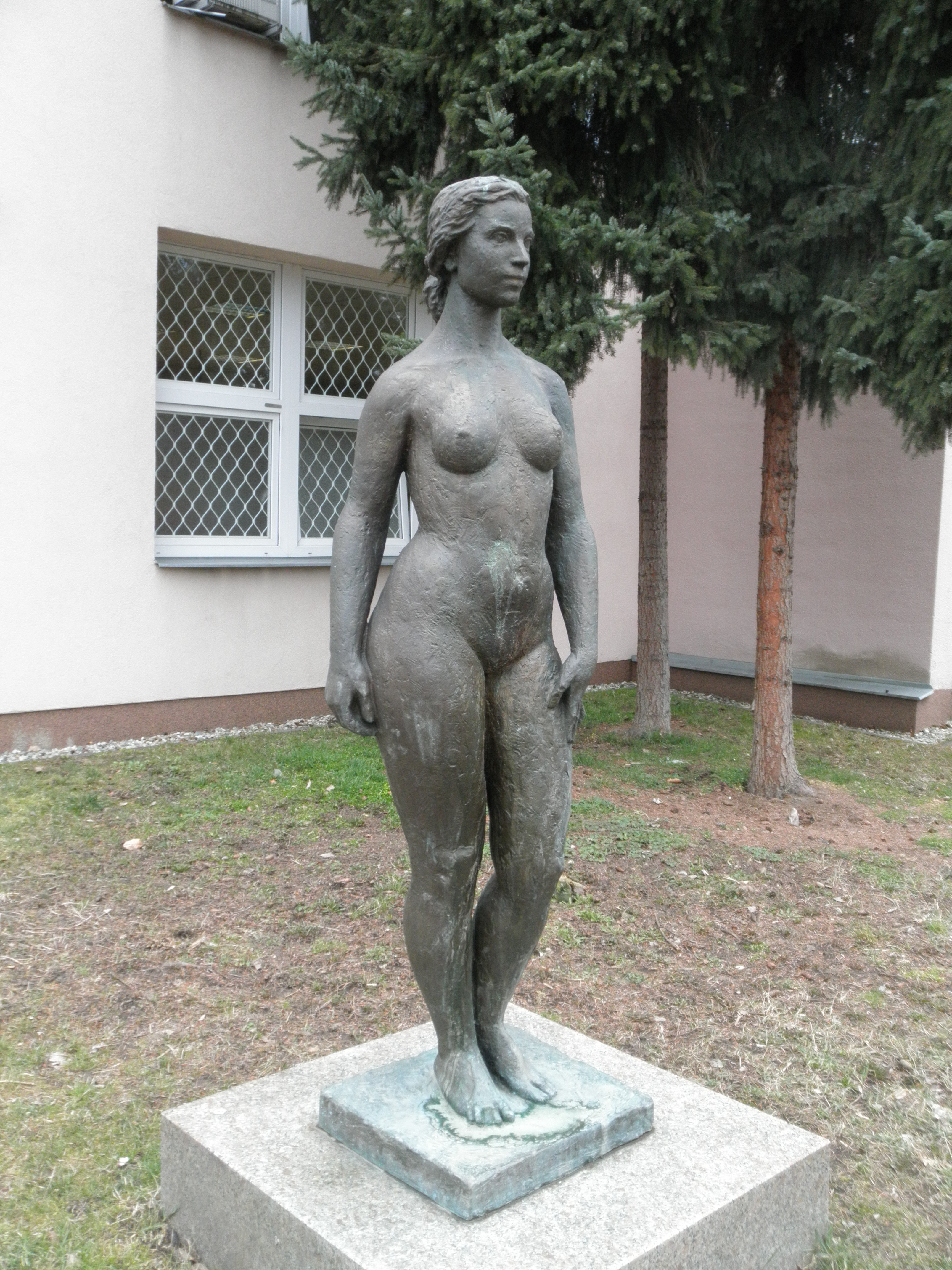
1985 Haná